# Beziehungen zwischen Haiti und dem Heiligen Stuhl
Die Beziehungen zwischen Haiti und dem Heiligen Stuhl beschreiben das bilaterale Verhältnis zwischen der Republik Haiti einerseits und dem Heiligen Stuhl als Völkerrechtssubjekt andererseits.  
Während die diplomatischen Beziehungen im Jahr 1881 aufgenommen wurden, erfolgte bereits im Jahr 1860 in Form eines Konkordats die Regelung der römisch-katholischen Religionsausübung in Haiti.

## Geschichte und Stand
Ausgehend vom Einfluss der französischen Kolonialmacht ist Haiti ebenso wie die meisten Länder Lateinamerikas und der Karibik religiös vom römisch-katholischen Glauben geprägt.
Nach Erlangung der Unabhängigkeit Haitis im Jahr 1804 unternahm es der Heilige Stuhl, mit Haiti ein schließlich im Jahr 1860 abgeschlossenes Konkordat auszuhandeln. Die jeweiligen Beauftragten von Papst Pius IX und Präsident Fabre Geffrard handelten ein Abkommen aus, das folgende Regelungen enthielt:
- Die apostolische römisch-katholische Religion, die die Religion der großen Mehrheit des haitianischen Volkes ist, genießt zusammen mit ihren Missionen in der Republik Haiti besonderen Schutz und verfügt über die ihr eigenen Rechte und Befugnisse.
- Die Stadt Port-au-Prince, Hauptstadt der Republik Haiti, wird in den Rang eines Erzbistums erhoben.  Es werden Diözesen errichtet und vom Heiligen Stuhl mit Zustimmung der Regierung von Haiti in Verwaltungsbezirke eingeteilt.
- Die Regierung der Republik Haiti verpflichtet sich, die Erzbistümer durch eine angemessene jährliche Zuwendung zu versorgen.
- Die Ernennung von Erzbischöfen und Bischöfen fällt unter die ausschließliche Zuständigkeit des Heiligen Stuhls. (Diese Bestimmung wurde unter der Diktatur von François Duvalier ab 1966 ausgesetzt, mit einem weiteren Konkordat von 1984 jedoch wieder eingeführt.) Die Bischöfe müssen haitianische Staatsbürger sein.
- Bischöfe müssen nach ihrer Ernennung vor dem Staatsoberhaupt ihre Treue zur Nation schwören.
- Die Bischöfe ernennen die Vikare und Pfarrvikare gemäß dem kanonischen Recht.
- Die Bischöfe sind frei, all das auszuüben, was ihnen im Rahmen ihres pastoralen Auftrages für ihr Amt nach den Grundsätzen des Kirchenrechts zusteht.
- Das folgende Gebet soll am Ende des Gottesdienstes in allen katholischen Kirchen Haitis gebetet oder gesungen werden: „Oh Herr, erlöse dein Volk zusammen mit unserem Präsidenten X“.

In der Übergangszeit zwischen dem Ende des Kirchenstaats und den Lateranverträgen kam es im Jahr 1881 zur formellen Aufnahme diplomatischer Beziehungen im völkerrechtlichen Sinn.
Während bereits seit 1841 der Heilige Stuhl Vertreter nach Haiti entsandt hatte, die zunächst den Rang apostolischer Delegierter und seit 1915 Internuntius hatten, wurde im Jahr 1930 und seitdem ein Apostolischer Nuntius in Port-au-Prince ansässig. Die Nuntiatur liegt in den Bergen oberhalb von Pétionville in Pougette.
Haiti unterhält eine Botschaft beim Heiligen Stuhl. Anlässlich der Überreichung des Beglaubigungsschreiben des haitianischen Botschafters Jean Jude Piquant an Papst Franziskus im März 2023 rief dieser aus: „Ich trage dein Land in meinem Herzen! Ich bete für dein Land!“
Vom 2. bis 10. März 1983 unternahm Papst Johannes Paul II eine Apostolische Reise, die ihn nach Portugal und Mittelamerika führte. Letzte Station dieser Reise war Haiti, das zu dieser Zeit unter der diktatorischen Präsidentschaft von Jean-Claude Duvalier stand. Das Programm bestand am 9. März aus
- der Begrüßungszeremonie auf dem Flughafen von Port-au-Prince,
- dem Abschluss eines Eucharistischen Kongresses,
- einer Ansprache vor der Versammlung des Lateinamerikanischen Bischofsrats (CELAM) und
- der Abschiedszeremonie auf dem Flughafen Port-au-Prince.[8]

Johannes Paul II kritisierte offen die bestehende Ungleichheit der Menschen, den Hunger und die Furcht vor Repression. Während das Auftreten des Papstes in den anderen besuchten Ländern als zu unkritisch kommentiert wurde, erhielt seine Forderung nach politischen Veränderungen in Haiti Anerkennung.
Am 25. Januar 2025 wurde der amtierende Vorsitzende des Übergangsrat für Haiti (CPT), Leslie Voltaire, von Papst Franziskus im Vatikan in Audienz empfangen. Während des als „herzlich“ bezeichneten Gesprächs wurde die Zufriedenheit über die guten Beziehungen zwischen Haiti und dem Heiligen Stuhl zum Ausdruck gebracht. Beide Seiten lobten den wertvollen Beitrag, den die Kirche trotz der Schwierigkeiten, die durch die anhaltende Krise in Haiti verursacht werden, für das Land leistet.